# Ipaumirim
Ipaumirim es un municipio brasilero del estado del Ceará, localizado en la microrregión de Lavras de la Mangabeira, mesorregión del Centro-sur Cearense. Su población según el censo 2007 es de 11.727 habitantes.

## Etimología
El topónimo Ipaumirim viene del tupi-guarani y significa laguna pequeña o alagoinha. Su denominación original era Unha de Gato (Uña de gato), después Alagoinha y, desde 1943, Ipaumirim.

## Historia
Localizado en el territorio donde antes habitaban los indios Cariry., pasaje natural entre las chapadas del Apodi y Araripe, donde se localiza Ipaumirim, facilitó en el siglo XVII la llegada de las entradas (religiosas, comerciales y militares) en el interior cearense. Con las noticias que en la región había oro en abundancia, se desencadenó una verdadera corrida para la búsqueda del metal precioso en las orillas del río Salgado, y de esta forma trajo para la región del Sertón del Karirí la colonización.
En la primera mitad del siglo XVIII, con las entradas de paraibanos y pernambucanos que implementaron la expansión de la ganadería en el Ceará, en la época de la carne seca y charqui, surgió un núcleo urbano.

## Geografía

### Clima
Tropical caliente semiárido con un promedio de lluvias media de 773,3 mm con lluvias concentradas de enero a abril.

### Hidrografía y recursos hídricos
Posee muchos riachos y lagunas siendo sus principales fuentes de agua los riachos Pendência y Unha de Gato, afluentes del río Salgado.

### Relieve y suelo
Situado entre la sierra de la Varge Grande y la sierra de la Bertioga, posee dos tipos principales de suelo: latosol y sedimentario. Las principales elevaciones son los cerros del Ermo y Sierra Velha.

### Vegetación
La vegetación es bastante diversificada, mostrando territorios de cerrado, caatinga (tipo predominante).

### Subdivisión
El municipio tiene tres distritos: Ipaumirim (sede), Felizardo y Canaúna.

## Economía
- Agricultura: algodón arbóreo y herbáceo, banana, arroz, maíz y frijol.
- Ganadería: bovinos, porcinos y aves.

## Política
La administración municipal se localiza en la sede, Ipaumirim.